# Joe Hachem
Joseph Hachem (né le 11 mars 1966) est un joueur de poker professionnel connu pour avoir remporté le Main Event des WSOP en 2005. Il est le premier australien à remporter cet événement, empochant 7,5 millions de $ (record du plus gros gain de tournoi à l'époque). Il remporte l'année suivante son premier titre WPT lors du Five Diamonds World Poker Classic au Casino Bellagio à Las Vegas, gagnant 2,2 millions de $. Il fait partie des cinq joueurs de poker à avoir à la fois gagné un WSOP Main Event et un championnat WPT. Depuis sa victoire lors du WSOP Main Event, il a fini dans les places payées de treize événements des World Series.

## Jeunesse
Joe Hachem est né le 11 mars 1966 au Liban. Il s'installe avec sa famille à l'âge de six ans à Melbourne, en Australie, en 1972. Il travaille en tant que chiropracteur pendant 13 ans avant d'abandonner définitivement son métier après avoir développé une maladie du sang affectant les vaisseaux sanguins de ses mains. Joe commence à jouer au poker plus sérieusement dès 1995, principalement dans les casinos, mais également sur internet. Il a également dirigé une petite activité de courtage bancaire dans la vallée Pascoe, en Victoria. Hachem a déclaré qu'il avait trop de tempérament lorsqu'il a commencé à jouer au poker et qu'il avait dû apprendre à contrôler son caractère.
Autour de 2000, il commence à participer régulièrement à des tournois aux Crow Casino et Entertainment Complex de Melbourne, où il finit souvent dans l'argent. Joe passe cinq autres années à participer à des tournois du circuit de Melbourne avant de se révéler lors des World Series of Poker à Las Vegas, au Nevada.

## Biographie
En juillet 2005, Joe Hachem remporte le main event des World Series of Poker et empoche 7 500 000 $. Pour l'anecdote, il avait pris la décision de participer aux WSOP uniquement parce que son ami avait gagné une place sur PokerStars, un site de poker en ligne.
En décembre 2008, Joe Hachem gagne le WPT Doyle Brunson North American Poker Classic et remporte 2 207 575 $.
Hachem, Doyle Brunson, Carlos Mortensen, Scotty Nguyen et Dan Harrington sont les cinq seuls joueurs à avoir gagné les World Series of Poker Main Event et un titre sur le World Poker Tour.
Dans sa carrière, Joe Hachem a remporté plus de 12,3 millions de dollars en tournois.